# Lotononis divaricata
Lotononis divaricata là một loài thực vật có hoa trong họ Đậu. Loài này được (Eckl. & Zeyh.) Benth. miêu tả khoa học đầu tiên.